# Gonaxia intercalata
Gonaxia intercalata är en nässeldjursart som beskrevs av Vervoort och Watson 2003. Gonaxia intercalata ingår i släktet Gonaxia och familjen Sertulariidae. Inga underarter finns listade i Catalogue of Life.